# Эфендиев, Заур Османович
Заур Османович Эфендиев (11 ноября 1990, Каспийск, Дагестанская АССР, СССР) — российский и сербский борец вольного стиля, призёр Универсиады и Средиземноморских игр. По национальности — лезгин.

## Спортивная карьера
В 2010 в составе сборной России завоевал бронзу на чемпионате мира среди студентов в Турине. После чего принял спортивное гражданство Сербии. В июне 2013 года стал бронзовым призёром Средиземноморских игр. В августе того же года стал бронзовым призёром Универсиады. После чемпионата Европы 2014 года перенёс операцию на колене. С января 2015 года выступает в Бундеслиге.

## Результаты на крупных международных соревнованиях
- Чемпионат мира среди студентов 2010 — ;
- Чемпионат Европы по борьбе 2013 — 5;
- Средиземноморские игры 2013 — ;
- Универсиада 2013 — ;
- Чемпионат Европы по борьбе 2014 — 15;
- Чемпионат мира по борьбе 2014 — 10;
- Европейские игры 2015 — 5;
- Чемпионат мира по борьбе 2015 — 18;
- Чемпионат Европы по борьбе 2017 — 8;
- Чемпионат Европы по борьбе 2018 — 5;
- Чемпионат мира по борьбе 2018 — 25;

## Спортивная династия Эфендиевых
Заур Эфендиев — представитель известной спортивной династии Эфендиевых.
- Дед — Сулейман Абдурагимович Эфендиев, мастер спорта СССР по вольной, греко-римской борьбе и самбо.[6]
- Отец — Осман Сулейманович Эфендиев, заслуженный мастер спорта СССР по вольной борьбе. Серебряный призёр чемпионата мира и Кубка мира 1982 года.
- Дядя отца — Султан Абдурагимович Эфендиев, мастер спорта СССР по вольной борьбе. Чемпион РСФСР 1960 года.
- Дядя отца — Нариман Абдурагимович Эфендиев, мастер спорта СССР по вольной борьбе.
- Брат отца — Заур Сулейманович Эфендиев, мастер спорта СССР и России по вольной борьбе. Серебряный призёр чемпионата России 1994 года.
- Двоюродный дядя — Шамиль Султанович Эфендиев, мастер спорта России международного класса по вольной борьбе. Серебряный призёр чемпионата России 1994 года.
- Двоюродный дядя  — Марат Султанович Эфендиев, мастер спорта России по вольной борьбе.
- Муж тёти —   Насыр Гаджиханов (1967—2012), заслуженный мастер спорта СССР по вольной борьбе.